# КрАЗ-6446
КрАЗ-6446 — украинский тяжёлый трёхосный седельный тягач с колёсной формулой 6×6. Выпускается серийно Кременчугским автомобильным заводом с 1994 года.
До конца 2010-х гг. автомобили этой модели оснащались двигателями ЯМЗ-238Д (Euro-0) либо ЯМЗ-238ДЕ2 (Euro-2) мощностью 330 л.с. По состоянию на 2019 год все капотные грузовики КрАЗ оснащаются моторами Weichai китайского производства, в том числе и КрАЗ-6446.

## История
В сентябре 2007 года тягач КрАЗ-6446 участвовал в стратегических командно-штабных учениях вооружённых сил Украины по оперативному обеспечению и логистике «Артерия-2007», по результатам учений министр обороны Украины А. С. Гриценко сообщил, что автотехника КрАЗ зарекомендовала себя положительно и в будущем будет закуплена для вооружённых сил Украины.
К началу 2008 года тягачи КрАЗ-6446 входили в перечень основных видов продукции ХК «АвтоКрАЗ» (по объёмам производства они занимали третье место и уступали лишь бортовым грузовикам КрАЗ-6322 и КрАЗ-5133ВЕ).
В дальнейшем, в конце 2008 года было принято решение сделать КрАЗ основной маркой грузовиков в украинской армии.
Тягачи КрАЗ-6446 используются для транспортировки тяжелых грузов, крупногабаритной техники, а также в составе комплексов (в том числе зенитного ракетного комплекса средней дальности С-300 и трёхкоординатной радиолокационной станции кругового обзора 80К6).
Некоторое количество КрАЗ-6446 было поставлено на экспорт.
- так, в декабре 2012 года 12 тягачей было закуплено компанией «Бурэнерго» (г. Новый Уренгой)[6]
- 10 декабря 2013 года ещё один тягач КрАЗ Т17.1ЕХ «Бурлак» был куплен российской компанией «КрАЗ-Челябинск»[7]

К началу 2016 года Крюковский вагоностроительный завод разработал для КрАЗ-6446 специальный полуприцеп КВСЗ-5001.000 для транспортировки бронетанковой техники.

## Варианты и модификации
- КрАЗ-6446 тип 1 — гражданский вариант, максимальная масса буксируемого полуприцепа — 34 000 кг
- КрАЗ-6446 тип 2 — гражданский вариант, максимальная масса буксируемого полуприцепа — 40 000 кг
- КрАЗ-6446 «Титан-01» — армейский вариант

Дальнейшим развитием модели является тягач КрАЗ-6446 тип 3 (с новым двигателем ЯМЗ-6581.10-06), после завершения работ получивший наименование КрАЗ Т17.0ЕХ «Бурлак».

## Страны-эксплуатанты
- Азербайджан: 10 ноября 2005 года министерство обороны Азербайджана закупило 8 тягачей КрАЗ-6446[10]
- Украина: в 2008 году тягач КрАЗ-6446 и полуприцеп для него прошли сертификацию и были разрешены к использованию в вооружённых силах Украины[11]. В 2014 году партию грузовиков КрАЗ-6446 закупили и передали в войска[12]. В январе 2016 года в войска передали ещё одну партию КрАЗ-6446 (машины этого типа должны стать заменой тягачей МАЗ-537 советского производства)[13]
- Казахстан: в июле 2012 года ГК «Укроборонсервис» заключила контракт с министерством обороны Республики Казахстан о выполнении капитального ремонта одного дивизиона зенитно-ракетных комплексов С-300ПС. В ходе ремонта ЗРК были установлены на полуприцепы с тягачами КрАЗ-6446. После завершения работ дивизион был возвращён в Казахстан в июле 2013 года[14]
- Китай: КрАЗ-6446 в составе ЗРК С-300ПМУ[15][уточнить]

## Интересные факты
- Именно выпущенный 27 января 2006 года КрАЗ-6446 стал 800-тысячным автомобилем производства Кременчугского автозавода[16]